# Macrotxibtxa
El macrotxibtxa consisteix que un conjunt de famílies lingüístiques de llengües ameríndies de Centreamèrica que formarien una família de llengües, i tindrien un origen comú.
La hipòtesi més popular és la proposta per Joseph Greenberg (1987) que es basa en propostes i treballs comparatius d'altres autors com Beuchat (1910) Jijón y Camaño (1939), Loukotka (1942), MacQuown (1955), Mason (1950) o Rivet (1952). Fins avui només s'ha provat mitjançant el mètode comparatiu el parentiu de les famílies txibtxa, misumalpa i lenca que juntes formarien la família lenmitxí.

## Hipòtesi
La postulació de parentius llunyans de la llengües txibtxes amb altres llengües de l'Amèrica del sud i centreamèrica té una llarga història. Fins i tot Paul Rivet va proposar un parentiu entre el txibtxa i les llengües hoka d'Amèrica del Nord. Morris Swadesh (1959) va considerar separades la família txibtxa i una macrofamília paez en la qual va incloure al kunza dels atacamenys, al mashubi i al kapixanã. Altres evidències lèxiques febles van conduir a conjectures sobre el parentiu d'altres llengües com la llengua dels andaquí, (que mostra una relació amb el paez, assenyalada per Jijón y Camaño, i que actualment es considera el resultat de manlleu). Tant Jijón y Camaño com Rivet van proposar incloure les llengües dels Cofán i dels Camsá, com txibtxes.
Para Joseph Greenberg i Ruhlen, reprenent alguna de les propostes anteriors, el nucli d'aquest grup txibtxa-paezan està constituït per les famílies macrotxibtxa, que inclouria segons aquests autors a més de la família txibtxa, a les llengües chocó i a la família yanomami. La hipòtesi txibtxana-paezan postula no només que les llengües macrotxibtxa constitueixen una unitat filogenètica vàlida sinó que a més la família misumalpa, la família barbacoa i el paez estan relacionats amb el macrotxibtxa.
Posteriorment Terrence Kaufman (1994) agrega a aquesta macrofamilia l'itonama i el warao, que altres van classificar abans com a txibtxa. No obstant això, tots els treballs anteriors es basen en dades molt pobres i la majoria dels especialistes la consideren inconcluent i altament especulativa.
Si bé la proposta de Greenberg ha estat àmpliament criticada pels americanistes, una altra proposta recent, aquesta sí basada en un ús rigorós del mètode comparatiu és la de Adolfo Constenla Umaña, que el mateix autor denomina grup macrotxibtxa o len-mi-txí. El nucli estaria format per les famílies lenca, misumalpa i txibtxa. L'origen comú de les llengües txibtxes ha estat plenament establert per Constenla (1981, 1988); el de les llengües misumalpa pel mateix Constenla (1987, 1998), Hali (1991) i Rouvier (1992); i el de les llengües barbacoanes per Curnow i Liddicoat (1998). No obstant això el parentiu entre el lenca-misumalpa-txibtxa, el barbacoà i el paez, no ha estat rigorosament provat mitjançant el mètode comparatiu.

### Subgrups del txibtxan
El txibtxà revisat per Greenberg en 1987 constava d'unes 8 branques, entre les quals estaven:
1. Cuitlatec
2. Lenca
3. Txibtxa nuclear
4. Paya
5. Tarasco
6. Xinca
7. Yanomami
8. Yunca-Puruhá

En la llista anterior Greenberg dona per descomptat que les llengües misumalpa formen part del txibtxa nuclear i considera al paya com a no-txibtxa. No obstant això, l'evidència comparativa mostra que el paya és de fet una branca del txibtxa i les llengües misumalpa estan més estretament emparentades amb el lenca. Encara que, les reconstruccions rigoroses basades en el mètode comparatiu suggereixen que el lenca, el misumalpa i el txibtxa tenen parentiu demostrable, encara que l'agrupació interna d'aquesta unitat filogenètica és diferent de la que Greenberg proposa. Quant a la resta de llengües aïllades cuitlatec, xinca i gairebé-aïllades yanomami i puruha existeix molt poca evidència en favor de la hipòtesi d'agrupament de Greenberg.

### Subgrups del paezan
El grup paezan de Greenberg sembla reunir un conjunt de llengües molt heterogeni, amb un nombre important de llengües no classificades, per la qual cosa sembla més un calaix de sastre que una proposta sòlida de parentiu. Les 10 branques que el componen són:
1. Allentiac (huarpe)
2. Atacama
3. Betoi
4. Chimú
5. Itonama
6. Jirajira
7. Mura-pirahã
8. Paezan nuclear
  1. Andakí
  2. Barbacoano
  3. Chocó
  4. Paez
9. Tinigua
10. Warao

Excepte per les llengües chocó, les barbacoanes i les*jirajiranes la resta de llengües en aquesta llista està formades per llengües aïllades, gairebé-aïllades i llengües no classificades.

## Reconstrucció

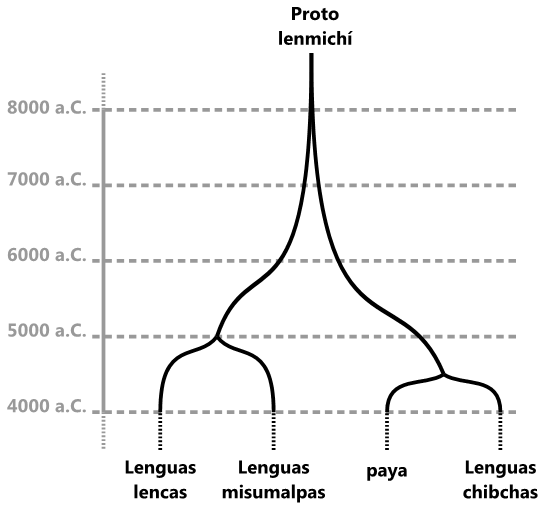
Arbre filogenètic pel Macrotxibtxa

Constenla (2005) reconstruí cinc vocals i onze consonants per al Proto-Lenmitxí, que es reflecteixen:

### Vocals
| Proto-Lenmitxí  | *a    | *e | *i | *o    | *u |
| --------------- | ----- | -- | -- | ----- | -- |
| Proto-txibtxa   | *a    | *e | *i | *o    | *u |
| Proto-Lenca     | *a *e | *e | *i | *o *u | *u |
| Proto-Misumalpa | *a    | *i | *i | *u    | *u |

### Consonants
| Proto-Lenmitxí  | *b       | *d    | *t | *k | *ʔ | *ts  | *s   | *h | *l | *ɾ | *w |
| --------------- | -------- | ----- | -- | -- | -- | ---- | ---- | -- | -- | -- | -- |
| Proto-txibtxa   | *b       | *d    | *t | *k | *ʔ | *ts  | *s   | *h | *ɾ | *ɾ | ∅  |
| Proto-Lenca     | *p *m    | *l *n | *t | *k | ∅  | *ts' | *ts' | ∅  | *l | *l | *w |
| Proto-Misumalpa | *b *p *m | *d *n | *t | *k | ∅  | *s   | *s   | ∅  | *l | *ɾ | *w |

## Crítiques
Adolfo Constenla (1981, 1991, 1993) va examinar amb el mètode comparatiu totes aquestes relacions i va concloure que solament podia provar-se la relació genètica de les llengües chibchas amb la llengua paya (i el grup pech), amb la qual pot postular-se un microfil txibtxa-paya. En la mateixa línia Constenla (2002) mostra el parentiu entre el lenca i el misumalpa, i Constenla (2005) troba base per postular en lenca-misumalpa-txibtxa o lenmitxi, però la resta de relacions en el grup txibtxa o paezan no semblen haver rebut confirmació per part dels especialistes que usen els requeriments més rigorosos de la lingüística històrica.
Matteson (1972), d'altra banda, va demostrar que el paez té un baix percentatge de paraules relacionades amb la llengua guambiana malgrat el seu veïnatge i àdhuc menor amb la resta de la família barbacoana, per la qual cosa la seva inclusió en el grup barbacoa no era correcta. El paez té més vocables relacionats amb les famílies arawak i txibtxa i amb el quítxua i, per tant, la família paez de *Swadesh no tindria una base lèxica.
Curnow i Liddicoat (1998) van deixar clara la pertinença del grup guambià a la família barbacoa i Curnow (1998) va demostrar que el paez no pertany a aquesta família. Des de 1877 Uricoechea havia posat en dubte la pertinença del paez a la família txibtxa i oposat relacions morfològiques amb les llengües andines. La veritat és que segueix sense provar-se la seva pertinença a la família txibtxa i en canvi s'accepta la seva relació amb l'andaquí (Gordon 2005) i tal vegada amb altres llengües extingides (Adelaar & Muysken 2004).
A partir de les crítiques de Constenla, Matteson i Curnow, la hipòtesi de Greenberg ha estat rebutjada per diversos lingüistes experts com Landaburu (1999) i Fabre (2005). Malgrat això és àdhuc és defensada per uns altres, com Young (1990) i Craig (1992) i es manté en classificacions com la de Proel, que considera el gran tronc txibtxa-paez, constituït d'una banda pel subtronc txibtxa, que per la seva banda se subdivideix en txibtxa nuclear, purépetxa (paya i lenca) i yanomami; i per una altra per un subtronc macro-paez constituït per les subdivisions paez-barbacoana i kunsa-kapishaná i les llengües warao i itonama. En canvi, un eventual grup txibtxa-paez no és considerat en la classificació d'Ethnologue (Gordon 2005).